# Xinxiang
Xinxiang (新乡; pinyin: Xīnxiāng) er en kinesisk by på præfekturniveau i provinsen Henan i det centrale Kina. Præfekturet har et areal på 	8,169 km2, og en befolkning på  
5.580.000 mennesker. Det ligger ved floden Wei He der er farbar for mindre skibe.
Byen var hovedstad for  provinsen Pingyuan, der dog kun eksisterede meget kort,  fra 1949 til 1952.

## Administrative enheder
Xinxiang består af fire bydistrikter, seks amter og to byamter:
- Bydistriktet Weibin (卫滨区), 52 km², ca. 200 000 indbyggere (2003);
- Bydistriktet Hongqi (红旗区), 99 km², ca. 280 000 indbyggere (2003);
- Bydistriktet Fengquan (凤泉区), 115 km², ca. 130 000 indbyggere (2003);
- Bydistriktet Muye (牧野区), 80 km², ca. 270 000 indbyggere (2003);
- Amtet Xinxiang (新乡县), 365 km², ca. 310 000 indbyggere (2003);
- Amtet Huojia (获嘉县), 473 km², ca. 390 000 indbyggere (2003);
- Amtet Yuanyang (原阳县), 1 339 km², ca. 660 000 indbyggere (2003);
- Amtet Yanjin (延津县), 946 km², ca. 470 000 indbyggere (2003);
- Amtet Fengqiu (封丘县), 1 220 km², ca. 730 000 indbyggere (2003);
- Amtet Changyuan (长垣县), 1 051 km², ca. 790 000 indbyggere (2003);
- Byamtet Weihui (卫辉市), 882 km², ca. 480 000 indbyggere (2003);
- Byamtet Huixian (辉县市), 2 007 km², ca. 780 000 indbyggere (2003).

## Trafik
Jingguangbanen, som er toglinjen mellem Beijing i nord og Guangzhou i syd, har station her. Denne stærkt trafikerede jernbanelinje passerer blandt andet Zhengzhou, Wuhan, Changsha og Shaoguan. 
35°18′N 113°52′Ø / 35.300°N 113.867°Ø